# Дожить до утра
«Дожить до утра» (англ. Survive the Night) — американский боевик режиссёра Мэтта Эскандари. В США фильм вышел 22 мая 2020 года в интернете. Цифровой релиз в России состоялся 30 мая 2020 года.

## Сюжет
Два брата-грабителя успешно справляются с работой и планируют бежать в Мексику со своей добычей. Но потом Джейми грабит ночной магазин, и Матиаса ранят в ногу. Чтобы спасти ему жизнь Джейми преследует врача-травматолога Рича из больницы до его дома. Братья врываются в дом Рича, который потерял свою лицензию после иска о халатности. Затем случайно стреляют и убивают мать Рича, а затем берут в заложники семью Рича жену Джен, дочь Рейчел и отца Фрэнка. Но Фрэнк, суровый отставной шериф, не собирается терпеть все это сидя. Вскоре вся семья борется за свою жизнь.

## В ролях
- Брюс Уиллис — Фрэнк
- Чад Майкл Мюррей — Рич
- Ши Бакнер — Джейми
- Тайлер Джон Олсон — Матиас
- Лидия Халл — Джен
- Джессика Абрамс — Рейчел
- Сара Линн Херман — женщина в магазине

## Съёмки
Основные съёмки заняли всего 10 дней и были сделаны в Колумбусе, штат Джорджия.